# Gwynne Dyer
Gwynne Dyer, född 17 april 1943, är en Londonbaserad kanadensisk journalist, författare och militärhistoriker.